# Observatoire astronomique national du Japon
L'Observatoire astronomique national du Japon ou NAOJ (acronyme de National Astronomical Observatory of Japan) est la principale organisation de recherche astronomique japonaise. Elle regroupe des observatoires de différents types situés au Japon, le grand télescope optique de Subaru (8,2 mètres) situé sur l'île d'Hawaï, des observatoires spatiaux comme Hinode et les participations japonaises à de réalisations internationales : ALMA, TMT, etc. 

## Historique
Au Japon les premières observations astronomiques continues et méthodiques débutent durant l'époque d'Edo  en 1782 à l'observatoire d'Asakusa où elles sont réalisées par l'astronome officiel (Tenmonkata) qui relève du Shogun. Durant l'ère Meiji un observatoire est créé pour les étudiants du campus Hongo de l'Université de Tokyo et l'Observatoire astronomique de Tokyo est fondé à Azabu (Minato-ku) en 1888. Cet observatoire est déplacé à Mitaka en 1924. Les premiers travaux de l'observatoire sont consacrés au calcul de la latitude et de la longitude, l'établissement du calendrier et la détermination de l'heure. 
Le NAOJ (国立天文台 (kokuritsu tenmondai) est créé en 1988 par la fusion de plusieurs organisations de recherche existantes : l'Observatoire de Tokyo de l'Université de Tokyo, l'Observatoire international des latitudes Mizusawa et une partie de l'Institut de recherche atmosphérique de l'Université de Nagoya. À la suite de la réforme des organismes de recherche nationaux réalisée en 2004, le NAOJ est devenu une division des Instituts nationaux des sciences naturelles.
L'Observatoire est chargé de fixer les dates des 24 périodes solaires ou saisons au Japon, selon les positions relatives de la Terre et du Soleil, dont celle du risshun, et donc de la fête de setsubun.

## Siège
Le NAOJ a son siège sur le campus  Mitaka à Tokyo. Sur ce site se trouvent également le centre de traitement des données, une division consacrée aux recherches techniques et un centre de relations avec le public. Début 2019, l'observatoire employait 540 personnes. Son budget annuel en 2018 était de 12,8 milliards de yens (105 millions €).

## Équipements

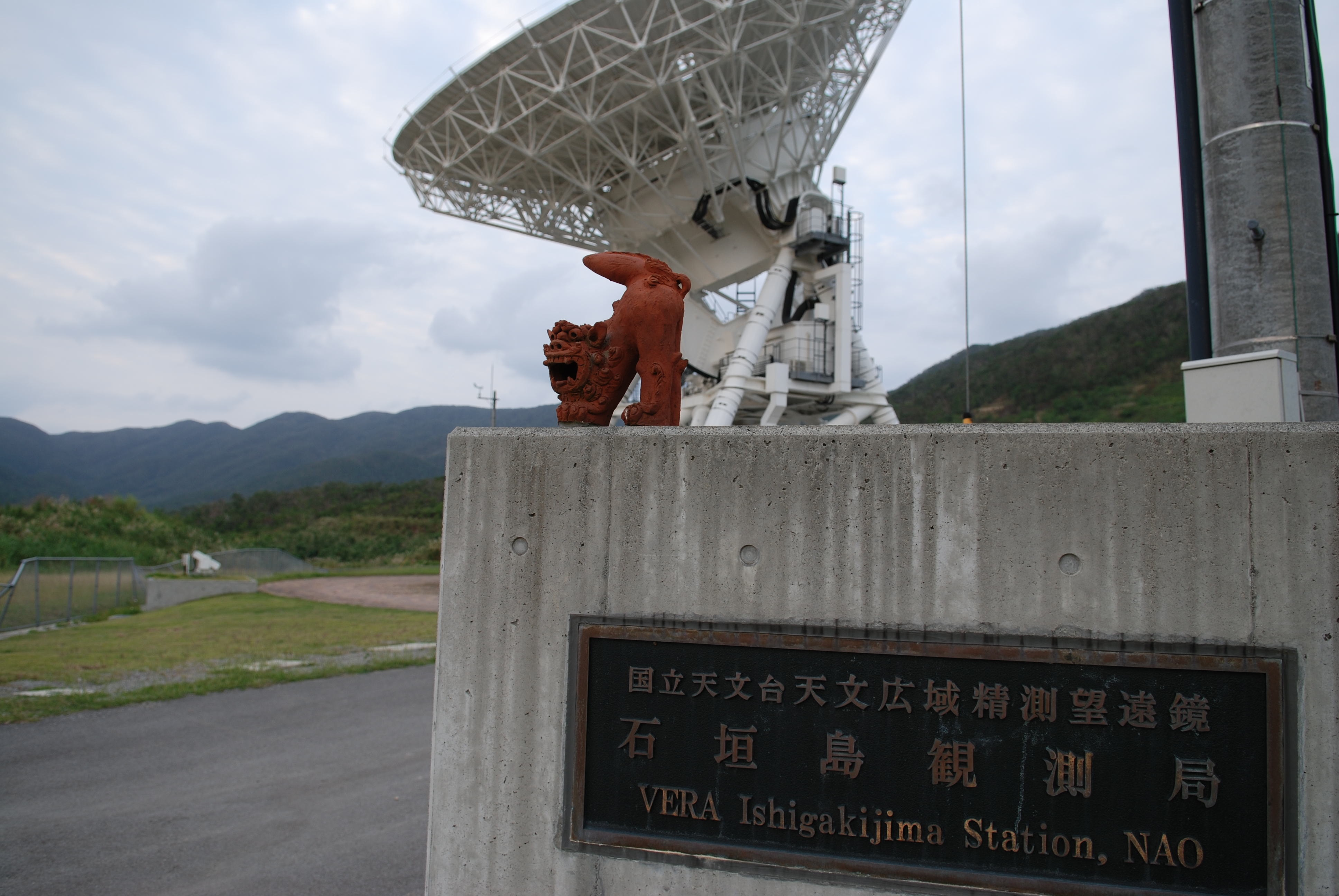
La station VERA Ishigakijima

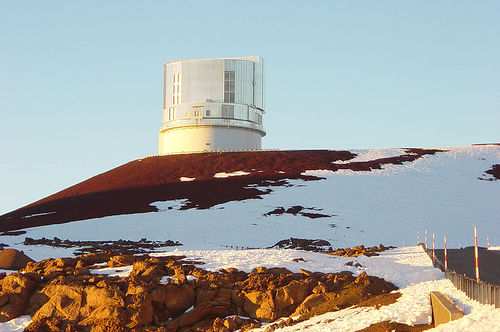
Le télescope Subaru, réflecteur de 8 m

L'organisation dispose des équipements suivants.

### Observatoires situés sur le territoire japonais
Sur le Campus Mitaka (Mitaka, Tokyo)
Les observatoires consacrés aux éruptions solaires et aux taches solaires ainsi que le détecteur d'ondes gravitationnelles TAMA 300
Les instruments historiques : la tour solaire, la lunette de 65 cm, et celle de 20 cm.
Observatoire radio de Nobeyama & Observatoire solaire radio de Nobeyama (Minamimaki, préfecture de Nagano)
Le Radiotélescope de Nobeyama dispose d'une antenne de 45 m
Le radiohéliographe de Nobeyama utilise 84 antennes pour observer le Soleil
Observatoire Mizusawa VERA (Ōshū, préfecture d'Iwate)
radiotélescope de 20 m, radiotélescope VLBI de 10 m
Bâtiment historique : le muséum Dr. Kimura
Observatoire solaire Norikura (Mt. Norikura, préfecture de Nagano)
Coronographes de 10 cm et de 25 cm
Observatoire astrophysique d'Okayama (ja) (Mt. Chikurinji, préfecture d'Okayama)
Télescope de 188 cm, de 91 cm et un télescope solaire de type coudé de 65 cm.
radiotélescope VERA de 20 m (Mizusawa, Ogasawara, Iriki, et Ishigakijima)
Observatoire de Kamioka, Préfecture de Gifu
KAGRA observatoire d'ondes gravitationnelles

### Télescope Subaru
Le NAOJ dispose d'un des plus grands télescopes optiques mondiaux. Le télescope Subaru, inauguré en 1999, dispose d'un miroir primaire d'un diamètre de 8,2 mètres. Il fait partie de l'observatoire du Mauna Kea installé au sommet du volcan éteint du Mauna Kea dans l'île de Hawaï (États-Unis).

### ALMA
L'organisation japonaise est un des principaux contributeurs de l'interféromètre radio ALMA situé sur le haut plateau de l'Atacama. Elle a fourni 16 des 66 antennes et 3 des 10 récepteurs radio de cet observatoire inauguré en 2011.
Dans le cadre du projet, un prototype de radio-télescope de 10 mètres de diamètre baptisé ASTE a été construit et inauguré en 2004. Il continue d'être utilisé par l'observatoire japonais.

### TMT
L'organisation japonaise est un des contributeurs principaux du télescope géant TMT doté d'un miroir segmenté de 30 mètres de diamètre en cours de construction (achèvement vers 2026).

### Observatoires spatiaux
Le NAOJ est impliqué dans la réalisation de plusieurs observatoires spatiaux :
- Hinode (Solar-B)
- SPICA
- JASMINE
- Hubble Origins Probe
- SELENE
- VLBI Space Observatory Project 1 et 2

### Document de référence
- (en) NAOJ, Annual Report of theNational Astronomical Observatory of Japan - Volume 20, Fiscal 2017, 2018 (lire en ligne), p. 302  — Rapport annuel 2017 du NAOJ